# Кодекс мовчання
Кодекс мовчання (англ. Code of Silence) — американський бойовик режисера Ендрю Девіса 1985 року.

## Сюжет
Чергова операція поліції Чикаго планувалася особливо ретельно. Справа того коштувала: нарешті з'явилася можливість взяти на місці злочину сумно звісну нарко-банду Комачо. Але у момент передачі «товару» на місці операції з'являються представники конкуруючого угрупування — люди Тоні Луна. Зав'язується перестрілка, в результаті якої гинуть два офіцери, поранений сам Камачо, а партія наркотиків безслідно зникає. Знайти пропажу доручено детективу Едді Кьюсаку, який вирішує діяти украй обережно і насамперед встановлює спостереження за Даяною — дочкою Тоні Луни.

## У ролях
- Чак Норріс — Едді Кьюсак
- Генрі Сільва — Луїс Команчо
- Берт Ремсен — командир Кейтс
- Майк Дженовезе — Тоні Луна
- Нейтан Девіс — Фелікс Скаліс
- Ральф Фуді — детектив Крейг
- Аллен Хемілтон — Тед Піреллі
- Рон Енрікез — Віктор Команчо
- Джо Гузальдо — детектив Нік Копалас
- Моллі Хейген — Діана Луна
- Рон Дін — детектив Бреннан
- Вілберт Бредлі — Спайдер
- Денніс Фаріна — детектив Дорато
- Джин Барж — детектив Мюсік
- Маріо Нівз — Помпас
- Мігель Ніно — Ефрен
- Ронні Баррон — Док
- Джозеф Ф. Косала — лейтенант Кобас
- Лу Даміані — Лу Гаміані
- Нідія Родрігез Террачіна — Партіда
- Андре Маркіз — Санчез
- Джон Махоні — представник «злодія»
- Денніс Кокрум — Hood in Tavern
- Зайд Фарід — Hood in Tavern
- Говард Джексон — офіцер Джонсон
- Алекс Стівенс — Енджел
- Дон Пайк — Hood on Yacht
- Лес Подвелл — коронер
- Тріш Шефер — Моллі Луна
- Марта Отон — мати Тоні Луна
- Джек Кандел — Ені Верона
- Джеймс Фіерро — Віто
- Том Леталі — Семо
- Джефф Хоук — Gallery Artist
- Гарі Пайк — водій
- Френк Строчі — супровідний
- Джек Декер — диспетчер 1
- Сью Келлі — диспетчер 2
- Майкл Е. Бредлі — диспетчер 3
- Саллі Енн Варанч — дитячий консультант
- Джеррі Таллос — Review Board Clerk
- Каталіна Касерес — бабуся
- Шірлі Келлі — благодійник
- Анджела Зімм — Gallery Person
- Девід Ернандез — спостерігач у суді (в титрах не вказаний)
- Росс Л. Кульма — Тейлор (в титрах не вказаний)
- Роберт Мінкофф — Bit (в титрах не вказаний)